# Stokes (cráter)
Stokes es un cráter de impacto lunar que se encuentra en la curva formada por los cráteres Regnault al norte, Volta al noreste y Langley. Esta formación de cráteres se encuentra casi en el terminador noroeste de la Luna, donde su visibilidad se ve afectada por los efectos de la libración.
|  |

El borde de este cráter ha sido fuertemente modificado por impactos cercanos, aunque conserva su aspecto aproximadamente circular. Varios pequeños cráteres yacen sobre las murallas exteriores occidentales, así como en la cresta entre Stokes y Langley. Gran parte de la sección sur del suelo ha sido cubierta por eyecciones procedentes de impactos cercanos. La mitad norte del suelo, sin embargo, es mucho más suave y casi sin rasgos, excepto por algunos impactos menores.

## Referencias

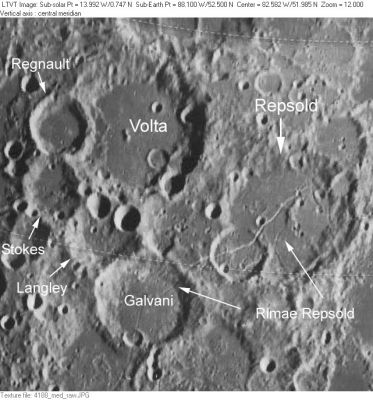
Entorno de Stokes